# Landkreis Rosenheim
Landkreis Rosenheim – powiat ziemski w Niemczech, w kraju związkowym Bawaria, w rejencji Górna Bawaria, w regionie Südostoberbayern.
Siedzibą powiatu jest miasto na prawach powiatu Rosenheim, które jednak do powiatu nie należy.

## Podział administracyjny
W skład powiatu wchodzą:
- trzy gminy miejskie (Stadt)
- cztery gminy targowe (Markt)
- 39 pozostałych gmin (Gemeinde)
- cztery wspólnoty administracyjne (Verwaltungsgemeinschaft)
- dwa obszary wolne administracyjnie (gemeindefreies Gebiet)

Miasta:
| Lp. | Nazwa miasta      | Ludność (31.12.2011) | Powierzchnia km² |
| --- | ----------------- | -------------------- | ---------------- |
| 1   | Bad Aibling       | 18.405               | 41,55            |
| 2   | Kolbermoor        | 18.119               | 19,87            |
| 3   | Wasserburg am Inn | 12.248               | 18,80            |

Gminy targowe:
| Lp. | Nazwa gminy targowej | Ludność (31.12.2011) | Powierzchnia km² |
| --- | -------------------- | -------------------- | ---------------- |
| 1   | Bad Endorf           | 8.048                | 40,11            |
| 2   | Bruckmühl            | 16.140               | 50,22            |
| 3   | Neubeuern            | 4.256                | 15,32            |
| 4   | Prien am Chiemsee    | 10.417               | 20,69            |

Pozostałe gminy:
| Lp. | Nazwa gminy            | Ludność (31.12.2011) | Powierzchnia km² |
| --- | ---------------------- | -------------------- | ---------------- |
| 1   | Albaching              | 1.622                | 18,15            |
| 2   | Amerang                | 3.954                | 39,80            |
| 3   | Aschau im Chiemgau     | 5.725                | 79,61            |
| 4   | Babensham              | 2.927                | 54,33            |
| 5   | Bad Feilnbach          | 7.597                | 57,48            |
| 6   | Bernau am Chiemsee     | 7.118                | 26,70            |
| 7   | Brannenburg            | 5.805                | 33,66            |
| 8   | Breitbrunn am Chiemsee | 1.479                | 8,12             |
| 9   | Chiemsee               | 304                  | 2,57             |
| 10  | Edling                 | 4.232                | 20,04            |
| 11  | Eggstätt               | 2.896                | 24,29            |
| 12  | Eiselfing              | 2.911                | 34,87            |
| 13  | Feldkirchen-Westerham  | 10.340               | 52,24            |
| 14  | Flintsbach am Inn      | 2.931                | 31,30            |
| 15  | Frasdorf               | 3.009                | 32,72            |
| 16  | Griesstätt             | 2.674                | 29,52            |
| 17  | Großkarolinenfeld      | 7.081                | 29,73            |
| 18  | Gstadt am Chiemsee     | 1.369                | 10,70            |
| 19  | Halfing                | 2.666                | 22,81            |
| 20  | Höslwang               | 1.239                | 16,18            |
| 21  | Kiefersfelden          | 6.816                | 36,72            |
| 22  | Nußdorf am Inn         | 2.618                | 28,61            |
| 23  | Oberaudorf             | 5.028                | 59,29            |
| 24  | Pfaffing               | 3.950                | 35,39            |
| 25  | Prutting               | 2.547                | 16,22            |
| 26  | Ramerberg              | 1.364                | 8,10             |
| 27  | Raubling               | 11.190               | 44,20            |
| 28  | Riedering              | 5.525                | 37,94            |
| 29  | Rimsting               | 3.749                | 20,70            |
| 30  | Rohrdorf               | 5.525                | 28,67            |
| 31  | Rott am Inn            | 3.677                | 19,57            |
| 32  | Samerberg              | 2.669                | 33,39            |
| 33  | Schechen               | 4.601                | 31,54            |
| 34  | Schonstett             | 1.296                | 13,60            |
| 35  | Söchtenau              | 2.658                | 25,62            |
| 36  | Soyen                  | 2.708                | 28,94            |
| 37  | Stephanskirchen        | 9.918                | 26,51            |
| 38  | Tuntenhausen           | 6.977                | 68,98            |
| 39  | Vogtareuth             | 3.137                | 34,23            |

Wspólnoty administracyjne:
| Lp. | Nazwa wspólnoty administracyjnej | Ludność (31.12.2011) | Powierzchnia km² | Liczba gmin |
| --- | -------------------------------- | -------------------- | ---------------- | ----------- |
| 1   | Breitbrunn                       | 3.152                | 21,39            | 3           |
| 2   | Halfing                          | 5.201                | 52,59            | 3           |
| 3   | Pfaffing                         | 5.572                | 53,54            | 2           |
| 4   | Rott am Inn                      | 5.041                | 27,67            | 2           |

Obszary wolne administracyjnie:
| Lp. | Nazwa obszaru     | Ludność (31.12.2011) | Powierzchnia km² |
| --- | ----------------- | -------------------- | ---------------- |
| 1   | Rotter Forst-Nord | niezamieszkany       | 7,33             |
| 2   | Rotter Forst-Süd  | niezamieszkany       | 3,04             |

## Demografia
Dane o ludności z 31 grudnia 2008:
| Opis                                | Ogółem  | Ogółem | Kobiety | Kobiety | Mężczyźni | Mężczyźni |
| ----------------------------------- | ------- | ------ | ------- | ------- | --------- | --------- |
| Jednostka                           | osób    | %      | osób    | %       | osób      | %         |
| Populacja                           | 248 268 | 100    | 126 226 | 50,84   | 122 042   | 49,16     |
| Wiek przedprodukcyjny (0–17 lat)    | 47 520  | 19,14  | 23 049  | 9,28    | 24 471    | 9,86      |
| Wiek produkcyjny (18–65 lat)        | 153 411 | 61,79  | 76 570  | 30,84   | 76 841    | 30,95     |
| Wiek poprodukcyjny (powyżej 65 lat) | 47 337  | 19,07  | 26 607  | 10,72   | 20 730    | 8,35      |

## Polityka

### Landrat
- 1948-1978: Georg Knott (CSU)
- 1978-1984: Josef Neiderhell senior (CSU)
- 1984-2008: Max Gimple (CSU)
- 2008-2014: Josef Neiderhell junior (CSU)

### Kreistag
|                          |                          | 2002    | 2002    | 2002    | 2008    | 2008    | 2008    |
| miejsca                  | %                        | głosy   | miejsca | %       | głosy   |         |         |
| ------------------------ | ------------------------ | ------- | ------- | ------- | ------- | ------- | ------- |
|                          | CSU                      | 41      | 56,9%   | 62 031  | 34      | 47,5%   | 53 291  |
|                          | SPD                      | 12      | 16,6%   | 18 061  | 10      | 14,1%   | 15 874  |
|                          | Zieloni                  | 4       | 6,8%    | 7377    | 8       | 11,3%   | 12 588  |
|                          | FW/ÜWG                   | 6       | 8,9%    | 9694    | 9       | 13,0%   | 14 602  |
|                          | ödp/PFUS                 | 3       | 3,7%    | 4072    | 3       | 4,6%    | 5166    |
|                          | REP                      | 2       | 3,2%    | 3507    | 2       | 3,4%    | 3855    |
|                          | FDP                      | 1       | 2,1%    | 2246    | 2       | 3,1%    | 3532    |
|                          | BP                       | 1       | 1,9%    | 2076    | 2       | 2,9%    | 3280    |
|                          |                          | 70      | 100%    | 109 064 | 70      | 100%    | 112 188 |
| uprawnieni do głosowania | uprawnieni do głosowania | 177 944 | 177 944 | 177 944 | 189 244 | 189 244 | 189 244 |
| głosy ważne              | głosy ważne              | 109 064 | 109 064 | 109 064 | 112 188 | 112 188 | 112 188 |
| głosy nieważne           | głosy nieważne           | 4347    | 4347    | 4347    | 5352    | 5352    | 5352    |
| frekwencja               | frekwencja               | 63,7%   | 63,7%   | 63,7%   | 62,1%   | 62,1%   | 62,1%   |

### Współpraca
- Beer Szewa, Izrael
- okręg Temesz, Rumunia